# Pilu (musica)
Il raga mishra piloo o pilu è una scala musicale, un particolare raga (modo musicale) usato nella musica classica indiana, in particolare nel Khyal e nella musica classica indostana.

## La tecnica
Si basa al 95% sull'improvvisazione, infatti mishra significa "miscuglio" e indica che è possibile, durante l'esecuzione, includere altre melodie estranee a quella principale, allo scopo di abbellire l'esecuzione.

## Rapporto con gli altri raga
Il Kirwani sembrerebbe un antenato del pilu, mentre il pilu è stato classificato da Vishnu Narayan Bhatkhande tra i thāt Kafi.
Tra gli artisti più importanti del pilu ricordiamo Nikhil Banerjee.